# Favites peresi
Favites peresi är en korallart som beskrevs av Faure och Marcel Pichon 1978. Favites peresi ingår i släktet Favites och familjen Faviidae. Inga underarter finns listade i Catalogue of Life.